# Takenishi Hiroko

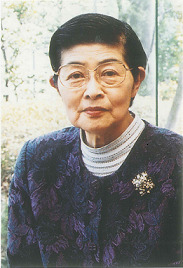
Takenishi Hiroko

Takenishi Hiroko (japanisch 竹西 寛子; * 11. April 1929 in Hiroshima, Präfektur Hiroshima) ist eine japanische Schriftstellerin und Mitglied in der japanischen Kunstakademie.

## Leben
Takenishi Hiroko wurde als Kind einer Brauerei Familie geboren. Ihre Kindheit war geprägt vom Zweiten Weltkrieg. Während des Krieges besuchte sie die staatlichen Oberschule Hiroshima-Minami (広島県立広島皆実高等学校) und sie leistete zum Ende des Krieges hin Arbeitsdienst in Munitionsfabriken. Der Abwurf der Atombombe am 6. August 1945 zerstörte neben ihrer Heimatstadt auch einen großen Teil ihrer Welt. Das Zentrum der Explosion lag 2,5 km von ihrem Elternhaus entfernt, ihre Gesundheit verschlechterte sich, viele ihrer Klassenkameraden verloren ihr Leben. Dieses Erlebnis ist Anlass und Gegenstand ihres literarischen Schaffens.
1952 schloss sie an der renommierten Waseda-Universität ein Studium der japanischen Literatur ab. 1957 begann sie im Verlag Chikuma Shobō (株式会社筑摩書房) zu arbeiten. 1962 gab sie die Arbeit im Verlag auf, um sich ausschließlich ihrer schriftstellerischen Karriere zu widmen.
Zu ihren wichtigsten Werken zählen: die Kritik Ōkan no ki sowie die beiden Romane Kangensai und Zōtō no Uta, in denen sie das Erlebnis des Atombombenabwurfs verarbeitet. Takenishi erhielt für ihr literarisches Schaffen eine Vielzahl renommierter Literaturpreise.

## Preise und Auszeichnungen
- 1964 Tamura-Toshiko-Preis für Ōkan no ki - Nihon no koten ni omou (往還の記 - 日本の古典に思う)
- 1973 Hirabayashi-Taiko-Literaturpreis für Shikishi-naishinnō, Eifuku-mon’in (式子内親王・永福門院)
- 1978 Frauenliteraturpreis für Kangensai (管絃祭)
- 1981 Kawabata-Yasunari-Literaturpreis für Heitai yado (兵隊宿)
- 1985 Mainichi-Kunstpreis für Yamagawa Tomiko (山川登美子)
- 2003 Noma-Literaturpreis für Zōtō no Uta (贈答のうた)

## Werke
- 1964 Ōkan no ki - Nihon no koten ni omou (往還の記 - 日本の古典に思う)
- 1967 Genji Monogatari-ron (源氏物語論)
- 1969 Gishiki (儀式) 
  - dt. Zeremonien. Übersetzt von Jürgen Berndt. In: An jenem Tag. Literarische Zeugnisse über Hiroshima und Nagasaki, Berlin 1985
- 1970 Hito to kiseki: 9-nin no josei ni toku (人と軌跡 9人の女性に聴く)
- 1974 Mono ni oeru nichi (ものに逢える日)
- 1975 Koten nikki (古典日記)
- 1975 Tsuru (鶴)
- 1976 Gendai no bunshō (現代の文章)
- 1978 Kangensai (管絃祭)
- 1980 Aisuru to iu kotoba (愛するという言葉)
- 1981 Kogo ni kiku (古語に聞く)
- 1982 Heitai yado (兵隊宿)
- 1982 Watashi no heian bungaku (私の平安文学)
- 1988 Haiku ni yomareta hana (俳句によまれた花)
- 1989 Nihon no joka (日本の女歌) (Telekolleg bei NHK)
- 2003 Zōtō no Uta (贈答のうた)